# Luceria icasta
Luceria icasta là một loài bướm đêm trong họ Erebidae.